# Golobinjek pri Planini
Golobinjek pri Planini (phát âm [ɡɔlɔˈbiːnjɛk pɾi plaˈniːni]) là một khu định cư nhỏ về phía nam của Planina pri Sevnici trong khu đô thị Šentjur, miền đông Slovenia. Khu định cư, cũng như toàn bộ đô thị này, được bao gồm trong vùng thống kê Savinja, mà nó nằm trong phân vùng Slovenia của Công quốc lịch sử Styria.

## Tên gọi
Tên gọi của khu định cư từng được đổi từ Golobinjek thành Golobinjek pri Planini vào năm 1953.